# Eleições parlamentares europeias de 2004 (Finlândia)
As eleições parlamentares europeias de 2004 foram realizadas a 13 de Junho, e serviram para eleger os 14 deputados do país para o Parlamento Europeu.

## Resultados Nacionais
| Partido                 | Partido                       | Votos     | %               | +/-   | Deputados | +/-     |
| ----------------------- | ----------------------------- | --------- | --------------- | ----- | --------- | ------- |
|                         | Partido da Coligação Nacional | 393 084   | 23,71 / 100,00  | 1,56  | 4 / 14    | Estável |
|                         | Partido do Centro             | 386 174   | 23,37 / 100,00  | 2,07  | 4 / 14    | Estável |
|                         | Partido Social-Democrata      | 350 057   | 21,16 / 100,00  | 3,30  | 3 / 14    | Estável |
|                         | Aliança dos Verdes            | 172 668   | 10,43 / 100,00  | 3,00  | 1 / 14    | 1       |
|                         | Aliança de Esquerda           | 151 316   | 9,13 / 100,00   | 0,05  | 1 / 14    | Estável |
|                         | Partido Popular Sueco         | 94 326    | 5,70 / 100,00   | 1,07  | 1 / 14    | Estável |
|                         | Partido Democrata-Cristão     | 70 845    | 4,28 / 100,00   | 1,89  | 0 / 14    | 1       |
|                         | Outros                        | 37 151    | 2,21 / 100,00   |       | 0 / 14    |         |
| Votos inválidos         | Votos inválidos               | 10 348    | 0,62 / 100,00   | 0,15  |           |         |
| Total                   | Total                         | 1 666 932 | 100,00 / 100,00 |       | 14 / 14   | 2       |
| Eleitorado/Participação | Eleitorado/Participação       | 4 227 987 | 39,43 / 100,00  | 9,29  |           |         |
| Fonte                   | Fonte                         | [ 1 ]     | [ 1 ]           | [ 1 ] | [ 1 ]     | [ 1 ]   |